# Aeschropteryx onustaria
Aeschropteryx onustaria là một loài bướm đêm trong họ Geometridae.